# 加特森嶺
加特森嶺（英語：Gatson Ridge），是南極洲的山嶺，位於奧次地，處於鮑林格林高原南部，屬於庫克山脈中布朗山脈的一部分，長6公里，以美國地質調查局的地形工程師命名，現時由南極條約體系管理。